# Abrégé de l'histoire romaine
L’Abrégé de l'histoire romaine (Breviarium historiae romanae ou Breviarium ab Urbe condita en latin) est l'œuvre d'Eutrope de Palestine, elle est constituée de dix livres, qui vont de la fondation de Rome à la fin du règne de l'empereur Jovien (364). C'est un récit clair, d'un style facile et sans prétention littéraire, composé pour l'instruction de l'empereur Valens, rédigée en latin car ce dernier ne parlait pas le grec.

## Date
Eutrope dans sa préface dédie son ouvrage à l'empereur à Valens :
« Domino Valenti Gothico Maximo Perpetuo Augusto »
Valens a reçu le titre de Gothicus Maximus après sa campagne de 369 contre les Wisigoths, ce qui fixe la date de l'ouvrage en 369 ou 370. Il s'inscrit dans le courant littéraire des abréviateurs historiques, entre Aurélius Victor qui écrit vers 360, et Festus, et vient bien avant l'Histoire Auguste. 

## Contenu
Dans le préambule qui suit la dédicace, Eutrope présente la forme son ouvrage : 
« D'après la volonté de Votre Mansuétude, j'ai succinctement rassemblé en un court récit, et dans l'ordre chronologique, les événements capitaux de l'histoire romaine, arrivés dans la guerre ou dans la paix, depuis la fondation de la Ville jusqu'à notre époque; j'y ai ajouté les actions d'éclat qui ont marqué la vie de nos princes, afin que le divin génie de Votre Sérénité pût se réjouir d'avoir suivi, dans l'administration de l'empire, l'exemple des hommes illustres, avant de le connaître par la lecture. »
Eutrope va s'intéresser au développement de l'Empire romain puis à son maintien, en se concentrant sur les faits militaires et sur la célébration des triomphes. En revanche, il néglige des aspects importants de la vie politique romaine, les faits économiques et institutionnels. Son style dépouillé privilégie la lisibilité et la précision, en phrases courtes juxtaposant les propositions et n'usant que de subordinations simples, aux tournures quasi administratives multipliant les listes et les indications chiffrées.
Le découpage en dix livres s'articule de la façon suivante :`

Les livres I à VI sont inspirés par le Ab Urbe condita libri de Tite-Live, directement depuis les 142 livres ou plus probablement compte tenu d'un certain nombre de divergences avec cette source, depuis un hypothétique premier abrégé, qui n'est pas parvenu à l'époque moderne. On constate aussi des apports d'autres historiens, Denys d'Halicarnasse, Plutarque, Appien. La structure narrative est annalistique, dans l'ordre chronologique des rois de Rome puis selon les principaux consulats.
- livre I : fondation de Rome en 753 av. J.-C., période monarchique, triomphe de Camille sur les Gaulois en 390 av. J.-C.
- livre II : du triomphe de Camille sur les Gaulois à la fin de la première guerre punique en 241 av. J.-C.
- livre III : de la fin de la première guerre punique à la fin de la deuxième guerre punique en 201 av. J.-C.
- livre IV : de 201 av. J.-C. à la fin de la guerre de Jugurtha en 104 av. J.-C.
- livre V : de 104 av. J.-C. à la dictature de Sylla en 79 av. J.-C.
- livre VI : de 79 au meurtre de Jules César en 44 av. J.-C.

Eutrope change sa présentation pour la période impériale, et procède par biographies d'empereur, à l'exemple de Suétone, dont il adopte le plan : origine de l'empereur et parentés, personnalité, principales actions, mort, durée du règne et âge au décès, mention éventuelle de la divinisation. Chaque biographie fait un paragraphe, plus rarement deux, sauf pour quelques règnes importants : Trajan (VIII, 2-5), Aurélien (IX, 13-15), Dioclétien (IX, 20-27), Constantin (X, 2-8). Les règnes proches, dont Eutrope à l'expérience personnelle, sont aussi traités amplement malgré leur brièveté : Julien (X, 14-16), Jovien (X, 17-18). 
- livre VII : début de l'Empire, les Julio-Claudiens et les Flaviens (44 av. J.-C., 96 ap. J.-C.)
- livre VIII : les Antonins et les Sévères (96-235)
- livre IX : de Maximin le Thrace à l'abdication de Dioclétien (235-305)
- livre X : de 305 à la mort de Jovien en 364

La tendance favorable au Sénat est nette chez Eutrope : il omet de son histoire les Gracques, donne une mauvaise image de Marius et de Jules César, et fait une présentation très positive des empereurs désignés par le Sénat. Eutrope est le seul historien à indiquer de façon quasi systématique la consecratio des empereurs, acte et prérogative du Sénat qui les rangeait au côté des dieux.

## Postérité
L'ouvrage d'un faible volume qui correspondait au goût d'un public rebuté par les ouvrages historiques trop importants connut un succès immédiat. Dix ans après sa publication, il est traduit en grec par Paeanius, à destination des lecteurs de la partie orientale de l'Empire. Au début de VIe siècle, une seconde traduction en grec, plus élégante et avec des ajouts, mais dont il ne reste que des fragments, est réalisé par Capiton de Lycie. Enfin, on trouve les fragments des livres 9 et 10 d'une troisième traduction dans la Chronographie du byzantin Théophane le Confesseur (VIIIe siècle).
L'Abrégé perdure aussi dans le monde occidental : des nombreux auteurs le prennent comme source ou subissent son influence : Jérôme de Stridon pour sa Chronique, Ammien Marcellin, Orose, et, après la chute de l'empire romain d'Occident, Cassiodore, Jordanès, Isidore de Séville, Bède le Vénérable. Au VIIIe siècle, Paul Diacre reprend les dix livres d'Eutrope et y ajoute six livres d'histoire, rédigée en puisant chez Orose, Jérôme de Stridon et Jordanès, ce qui couvre jusqu'à Justinien (533). À la fin du Xe siècle, un lettré italien Landulf Sagax complète le texte de Paul Diacre pour obtenir une Historia Romana (aussi connue sous le nom d'Historia miscella allant jusqu'en 806.
Les manuscrits de l'Abrégé d'histoire romaine copiés au Moyen Âge sont nombreux et apparaissent comme les seuls intermédiaires pour la connaissance de l'histoire antique. Les plus anciens documents qui ont été conservés datent du IXe siècle (Codex Gothanus I, 101 de l'Abbaye de Murbach, conservé à la bibliothèque ducale de Gotha) ; du début du Xe siècle (Codex Leidensis B.P.I. 141, de l'Abbaye Saint-Bavon de Gand) et de la fin du Xe siècle (Codex Vaticanus Latinus 1981, provenant de l'Abbaye Saint-Vivant de Vergy près d'Autun). Tous présentent des lacunes et de nombreuses fautes d'orthographe.
Après une éclipse, Eutrope redevient à partir du XVIIIe siècle un auteur apprécié pour sa clarté, sa grammaire et la simplicité de son latin, et une certaine importance historique.

### Traductions
- « Abrégé de l’histoire romaine (Eutrope) », sur remacle.org : texte en latin et traduction française.
- Abrégé de l'histoire romaine, traduction avec introduction, notes, tables et index par Maurice Rat, 1935, Garnier, Paris
- (la + fr) Eutrope (trad. Joseph Hellegouarc'h, préf. Joseph Hellegouarc'h), Abrégé d'histoire romaine, Les Belles-Lettres, coll. « CUF Latin », 1999, LXXXV-274 p. (ISBN 978-2-251-01414-2)

### Ouvrages généraux et articles
- Marie-Claude L'huillier, « Le Bréviaire d'Eutrope : Stéphane Ratti, Les empereurs romains d'Auguste à Dioclétien dans le Bréviaire d'Eutrope. Les livres 7 à 9 du Bréviaire d'Eutrope : introduction, traduction et commentaire ». Dialogues d'histoire ancienne, Vol. 23 N°1, 1997. pp. 318-321. sur Persée
- (it) E. Malcovati, « Le traduzioni greche di Eutropio », Memorie dell'Istituto Lombardo, Accademia di Scienze, Milan, 77, 1943-1944, pp. 273-304
- (it) P. Venini, « Peanio, traduttore di Eutropio », Memorie dell'Istituto Lombardo, Accademia di Scienze, Milan, 37, 1981-1983, pp. 421-447